# 2.ª reunião de cúpula do G20
A 2ª Reunião de cúpula do G-20 sobre Mercados Financeiros e Economia Mundial, ou simplesmente 2ª reunião de cúpula do G20, foi a segunda cimeira realizada entre chefes de Estado e de governo do Grupo dos 20. A reunião de cúpula ocorreu em 2 de abril de 2009,  em Londres, Reino Unido. Não somente líderes das vinte maiores economias participaram da cimeira, mas também líderes de organismos internacionais convidados, portanto, o evento ficou conhecido também como Cimeira de Londres.
As táticas de segurança adotadas pelo Governo britânico foram alvo de várias controvérsias, especialmente após a morte de Ian Tomlinson. Uma onda de manifestações populares tomou conta das ruas centrais de Londres dias antes do evento.
Em 2013, foi revelado que o GCHQ, o serviço de inteligência britânico, havia interceptado conversas telefônicas e monitorado computadores e outros dispositivos eletrônicos das delegações estrangeiras durante toda a cimeira. As atividades foram coordenadas pelo governo britânico como uma das inúmeras medidas de segurança adotadas para a reunião de cúpula.

## Temas
Como anfitrião da cimeira, o Departamento do Tesouro do Reino Unido produziu uma extensa agenda de temas propostas para serem debatidos na reunião. Os objetivos principais seriam: "iniciar o processo de reforma, gerenciar a globalização e buscar boas alternativas em meios-termos".
A Declaração conjunta dos Chefes de Estado e de governo presentes na cimeira, estabelece como metas:
- Restaurar a confiança, o crescimento e os empregos;
- Reparar o sistema financeiro a fim de restaurar o crédito;
- Fortalecer a regulação financeira a fim de reconstruir a confiança;
- Capitalizar e reformar nossas instituições financeiras internacionais para superar esta crise e prevenir outras no futuro;
- Promover o comércio e investimento globais e rejeitar o protecionismo para garantir prosperidade; e
- Promover uma retomada do crescimento que seja inclusiva, verde e sustentável.

## Participantes
Os primeiros participantes do G20 chegaram no dia 1 de abril. Antes da cimeira, o presidente francês Nicolas Sarkozy declarou que se não houvesse um acordo mútuo a delegação de seu país deixaria a reunião, repetindo o gesto de Charles de Gaulle em 1965. Em coletiva de imprensa, Barack Obama e Gordon Brown afirmaram que uma ameaça de abandono das discussões era uma forma exagerada e antecipada de prever o resultado do evento. Sarkozy concedeu uma entrevista coletiva com Angela Merkel, na qual ambos destacaram um esforço maior dos países em regular seus mercados financeiras e reiteraram suas posições de aplicar pacotes de estímulos em seus países.
Na noite de 1 de abril, os líderes do G20 participaram de uma recepção no Palácio de Buckingham, oferecida por Isabel II. Durante a fotografia oficial, a monarca chamou a atenção do Primeiro-ministro italiano Silvio Berlusconi no momento em que ele chamava Barack Obama em voz alta. O fato foi repetidamente reportado pela imprensa italiana, e usado por oponentes de Berlusconi na tentativa de afetar sua imagem pública. Após a recepção, os líderes dirigiram-se para 10 Downing Street - a residência oficial do Primeiro-ministro britânico - onde participaram de um jantar preparado pelo chefe Jamie Oliver.
A 2ª reunião de cúpula do G20 teve início na manhã de 2 de abril.
Líderes participantes da 2ª reunião de cúpula do G20
Os participantes da 2ª reunião de cúpula do G20 incluem os chefes de governo das vinte maiores economias, que compreendem 19 países e a União Europeia (representada por duas organizações, o Conselho Europeu e a Comissão Europeia), assim como outras nações convidadas e organizações que participaram como observadores. 

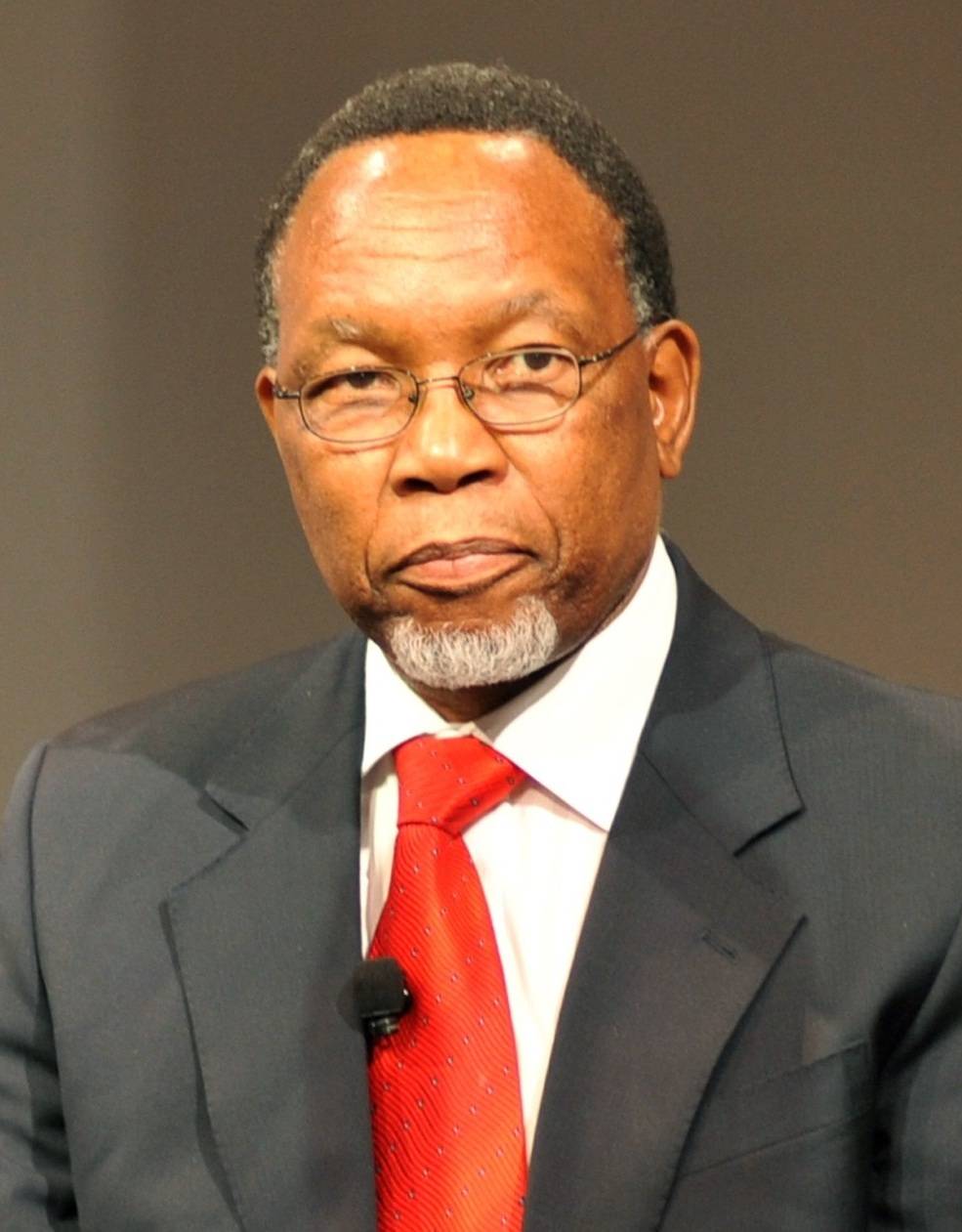
ZAF Kgalema Motlanthe, Presidente
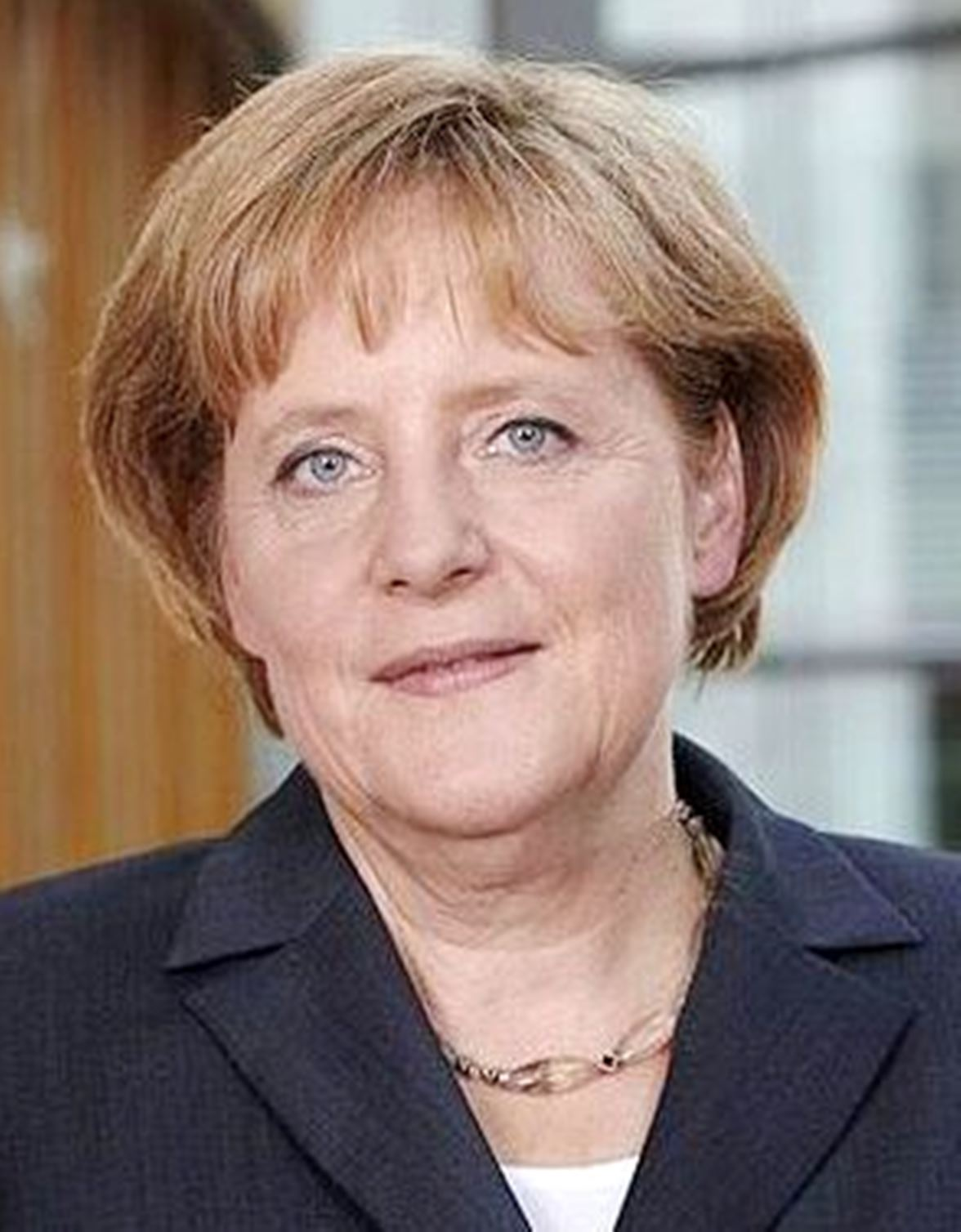
GER Angela Merkel, Chanceler
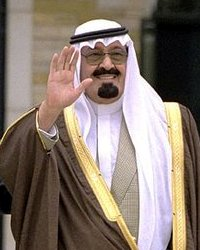
SAU Abdullah, Rei
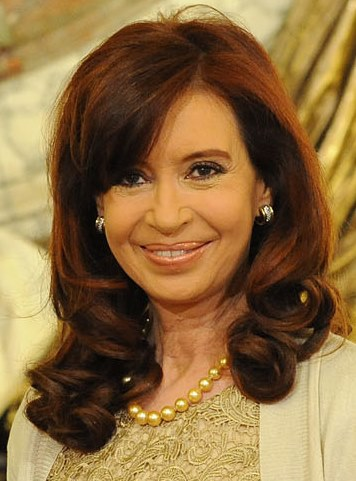
ARG Cristina Kirchner, Presidente
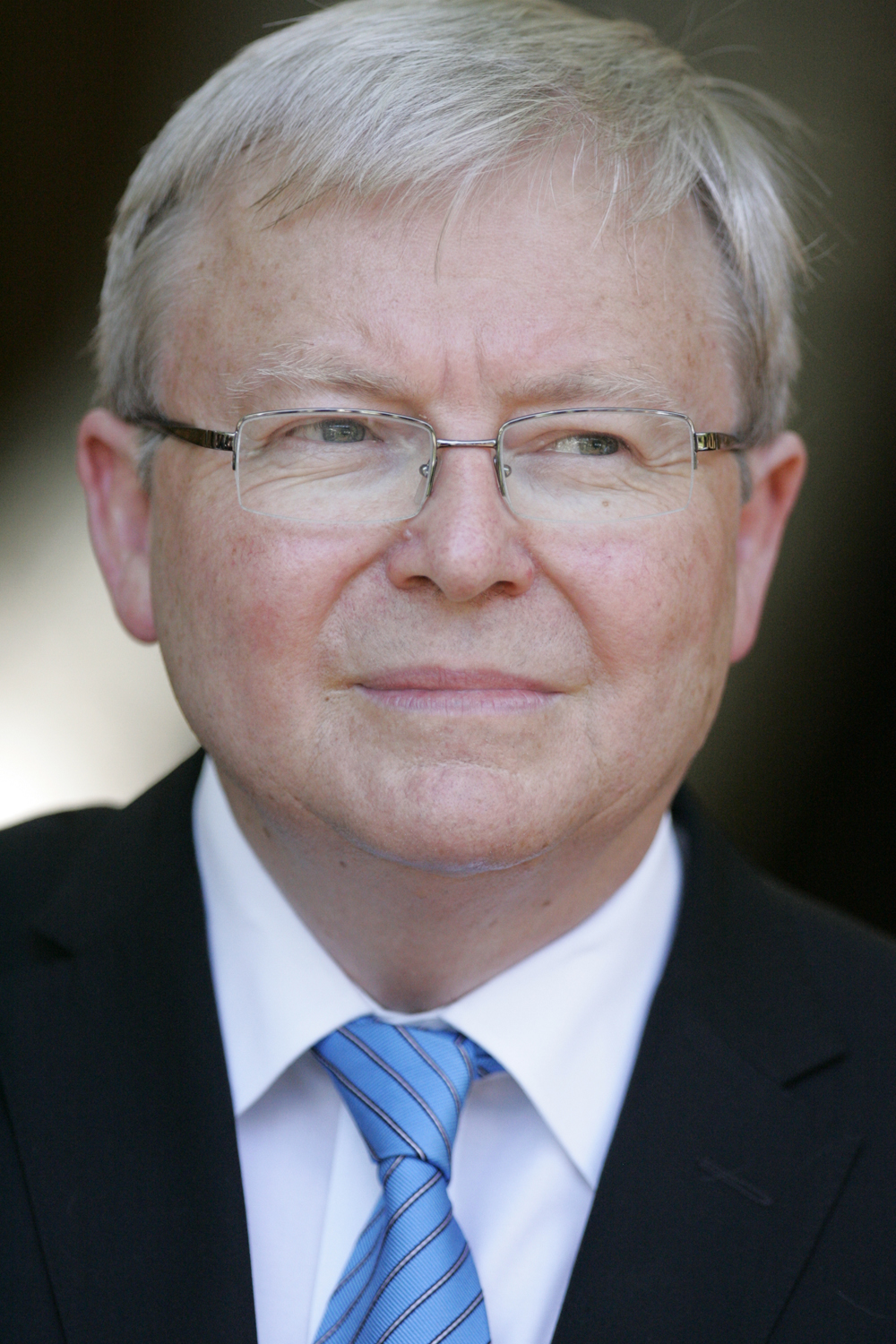
AUS Kevin Rudd, Primeiro-Ministro
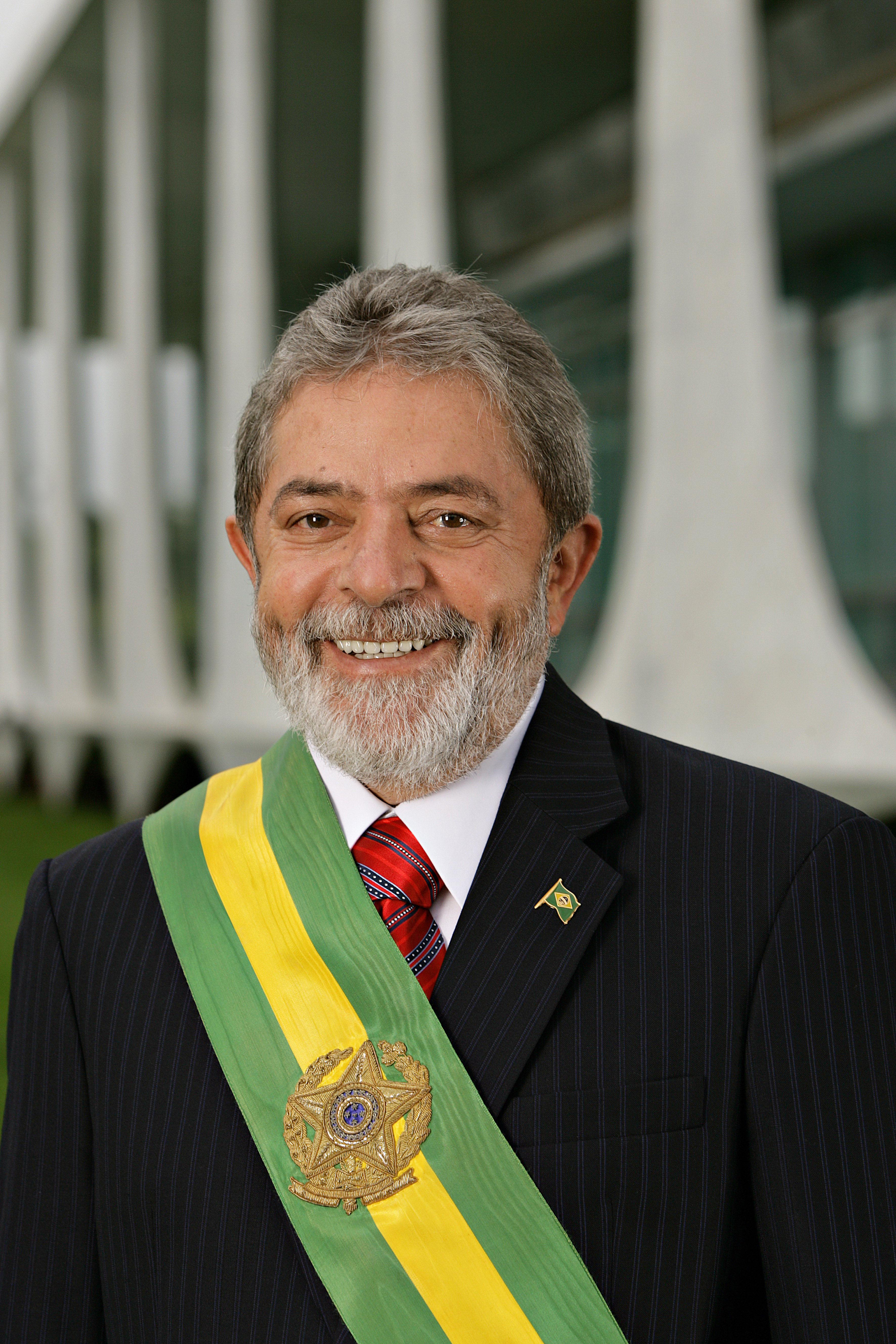
BRA Lula da Silva, Presidente
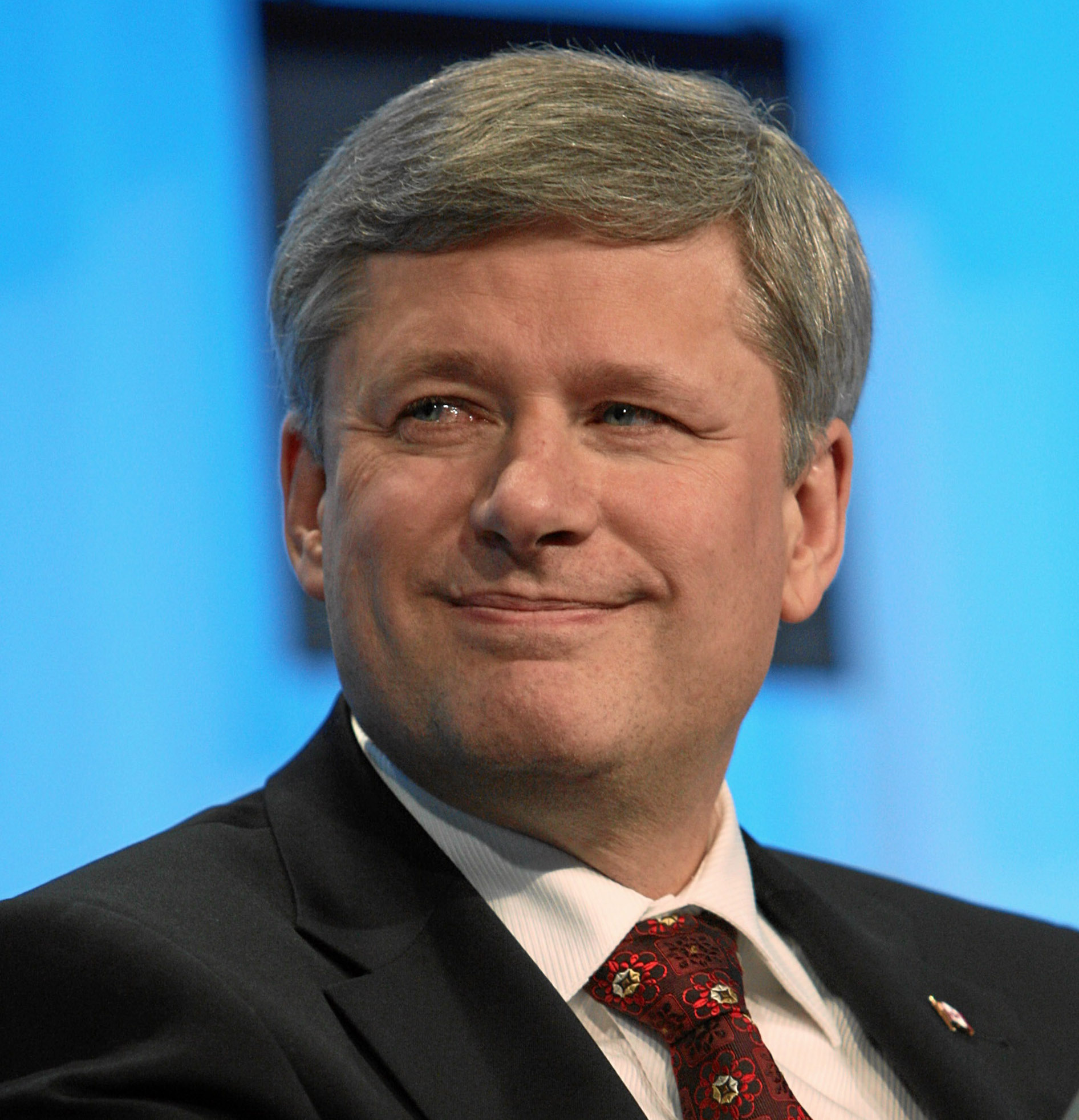
CAN Stephen Harper, Primeiro-Ministro
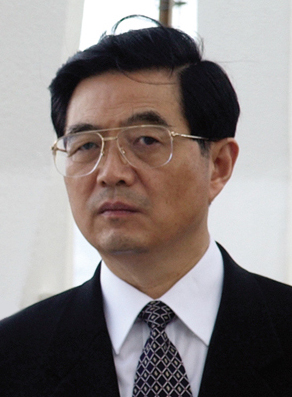
CHN Hu Jintao, Presidente
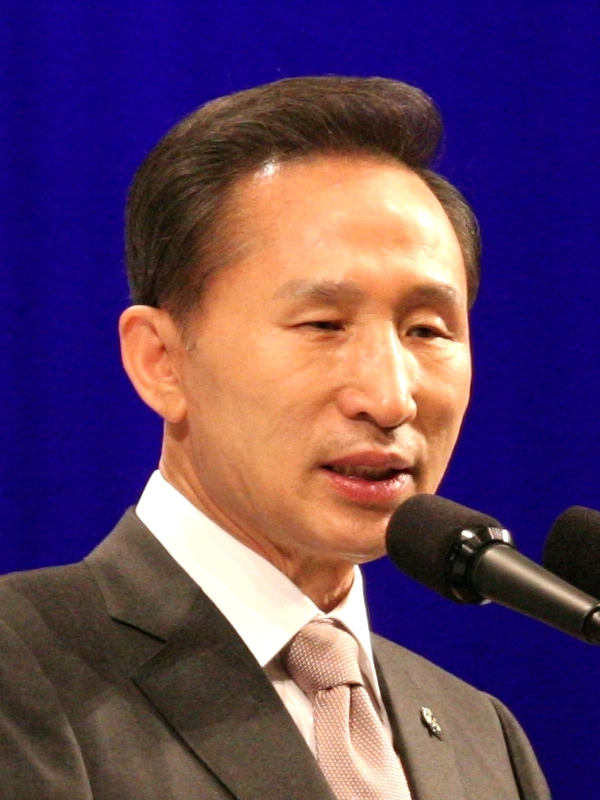
KOR Lee Myung-bak, Presidente
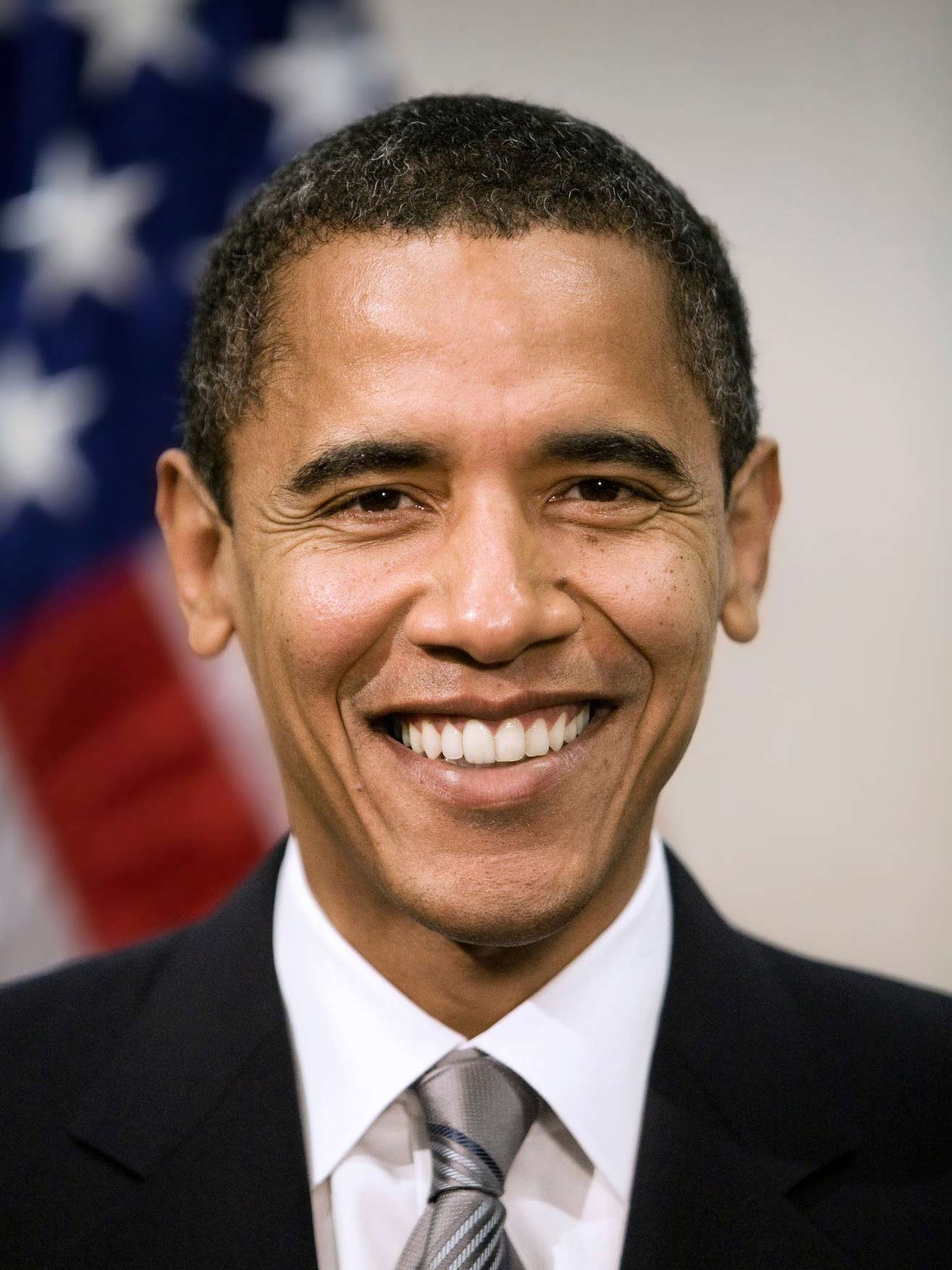
USA Barack Obama, Presidente
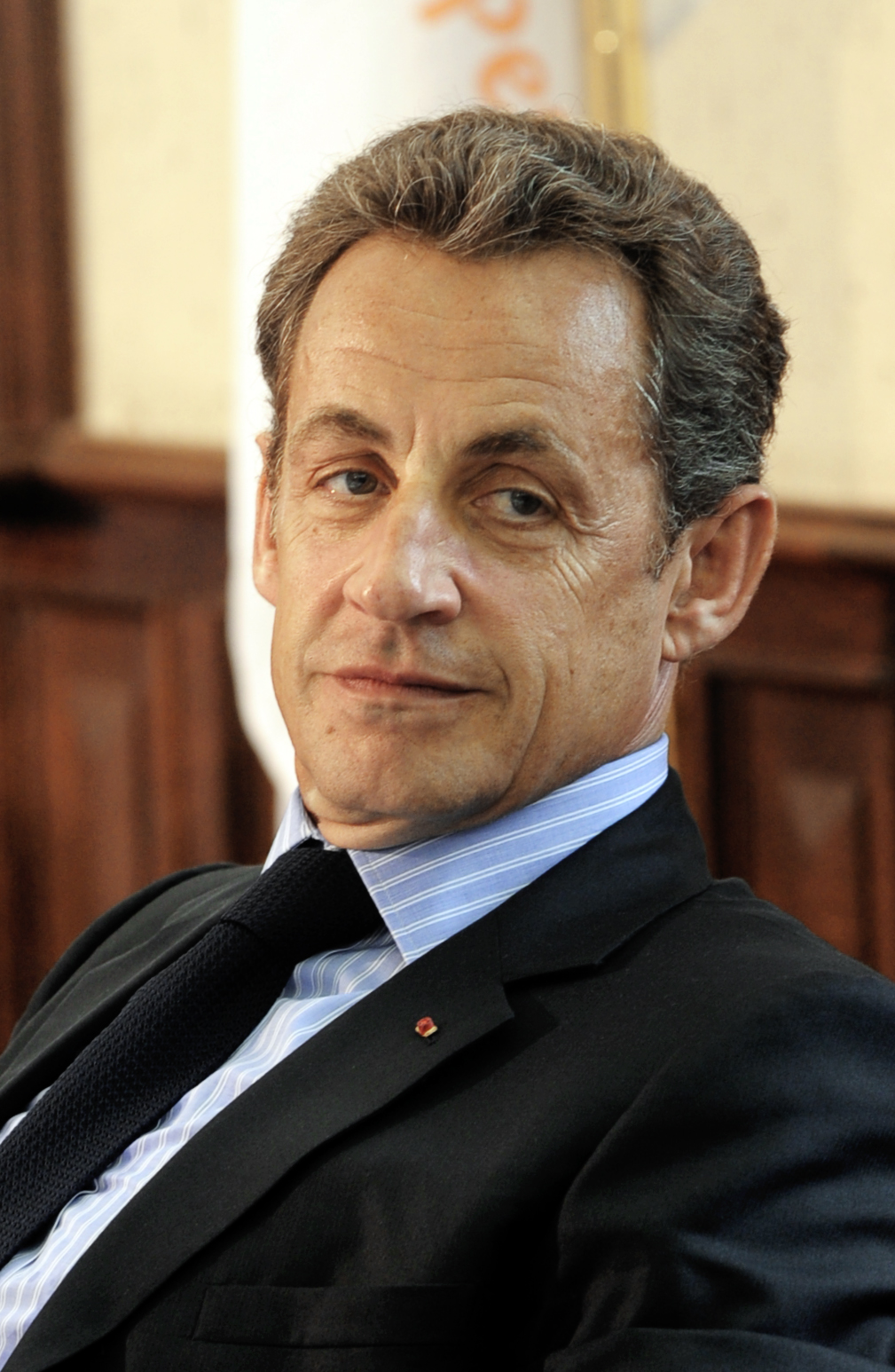
FRA Nicolas Sarkozy, Presidente
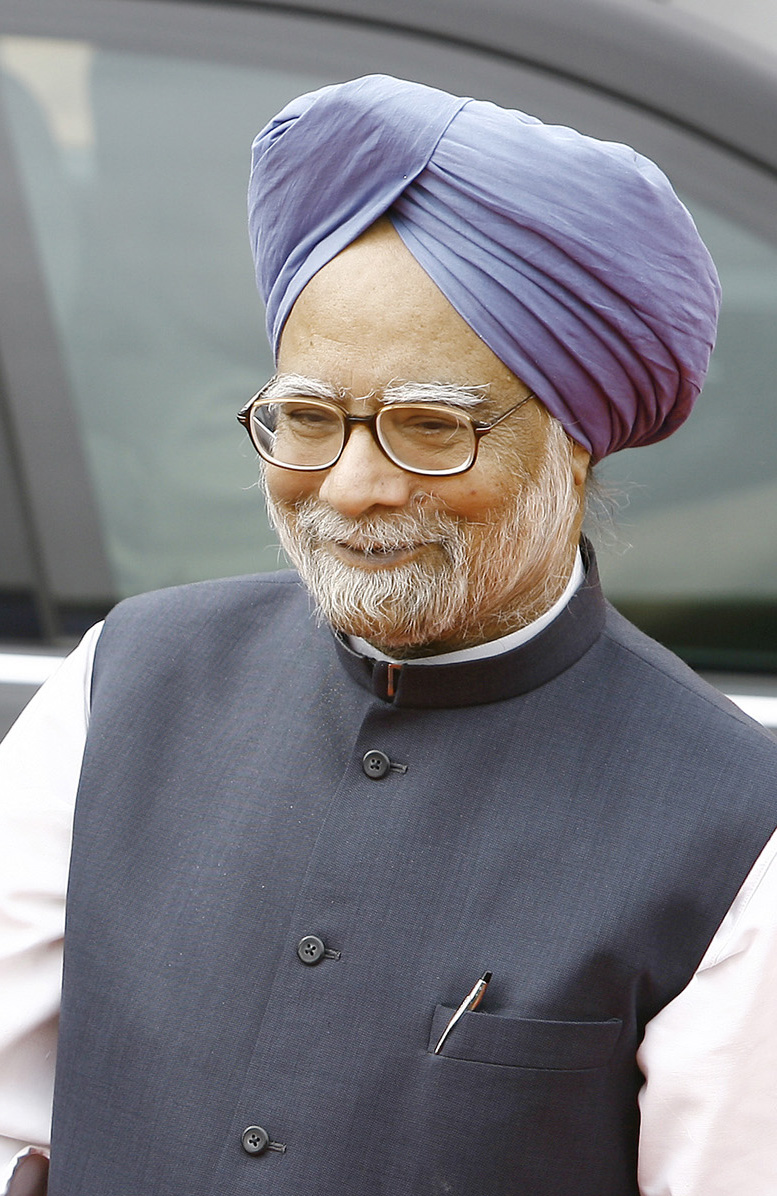
IND Manmohan Singh, Primeiro-Ministro
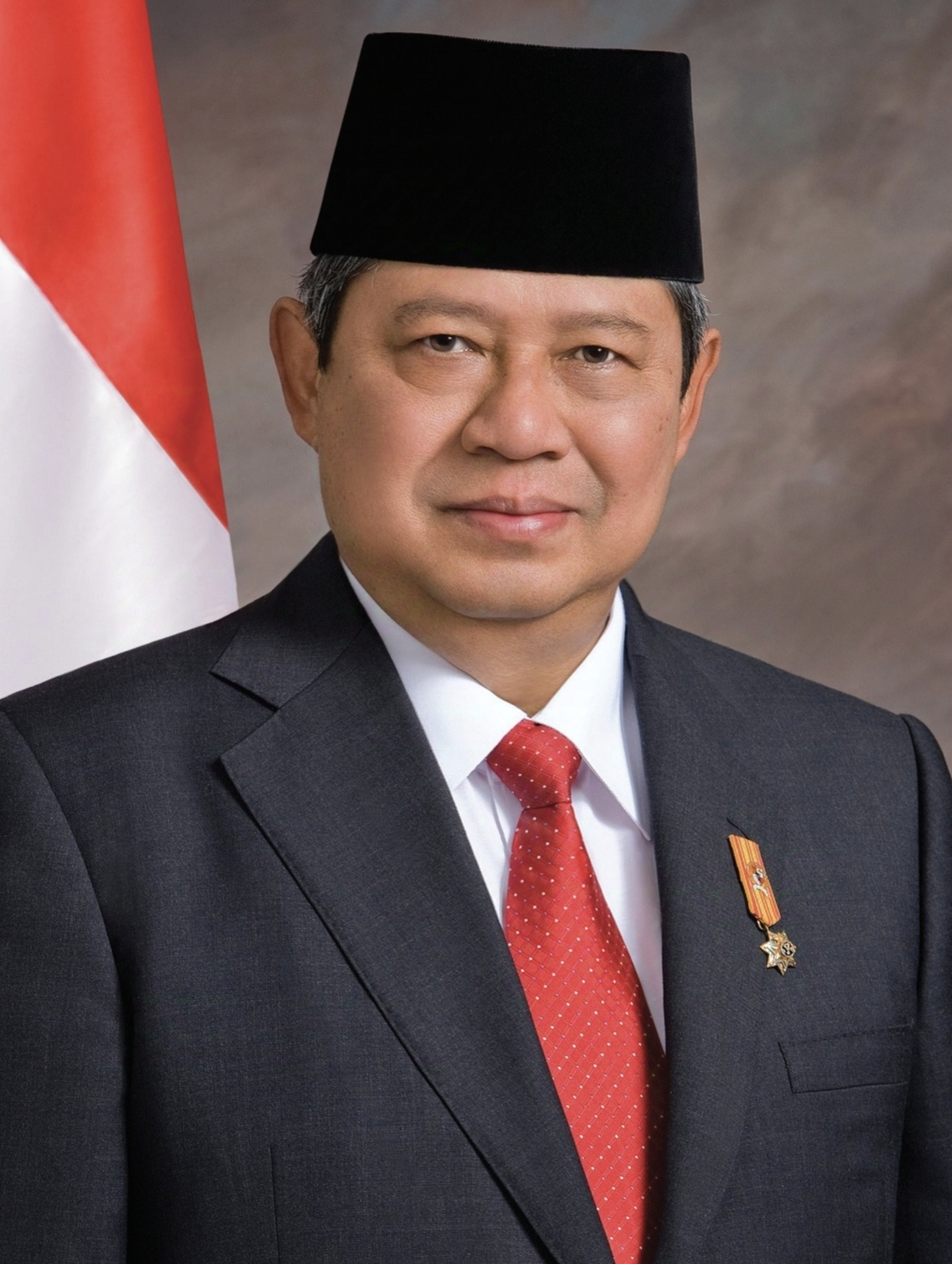
IDN Susilo Bambang Yudhoyono, Presidente
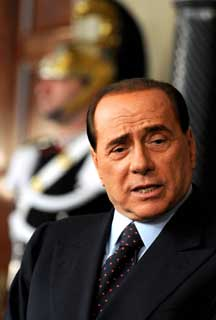
ITA Silvio Berlusconi, Primeiro-Ministro
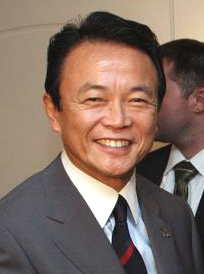
JPN Tarō Asō, Primeiro-Ministro
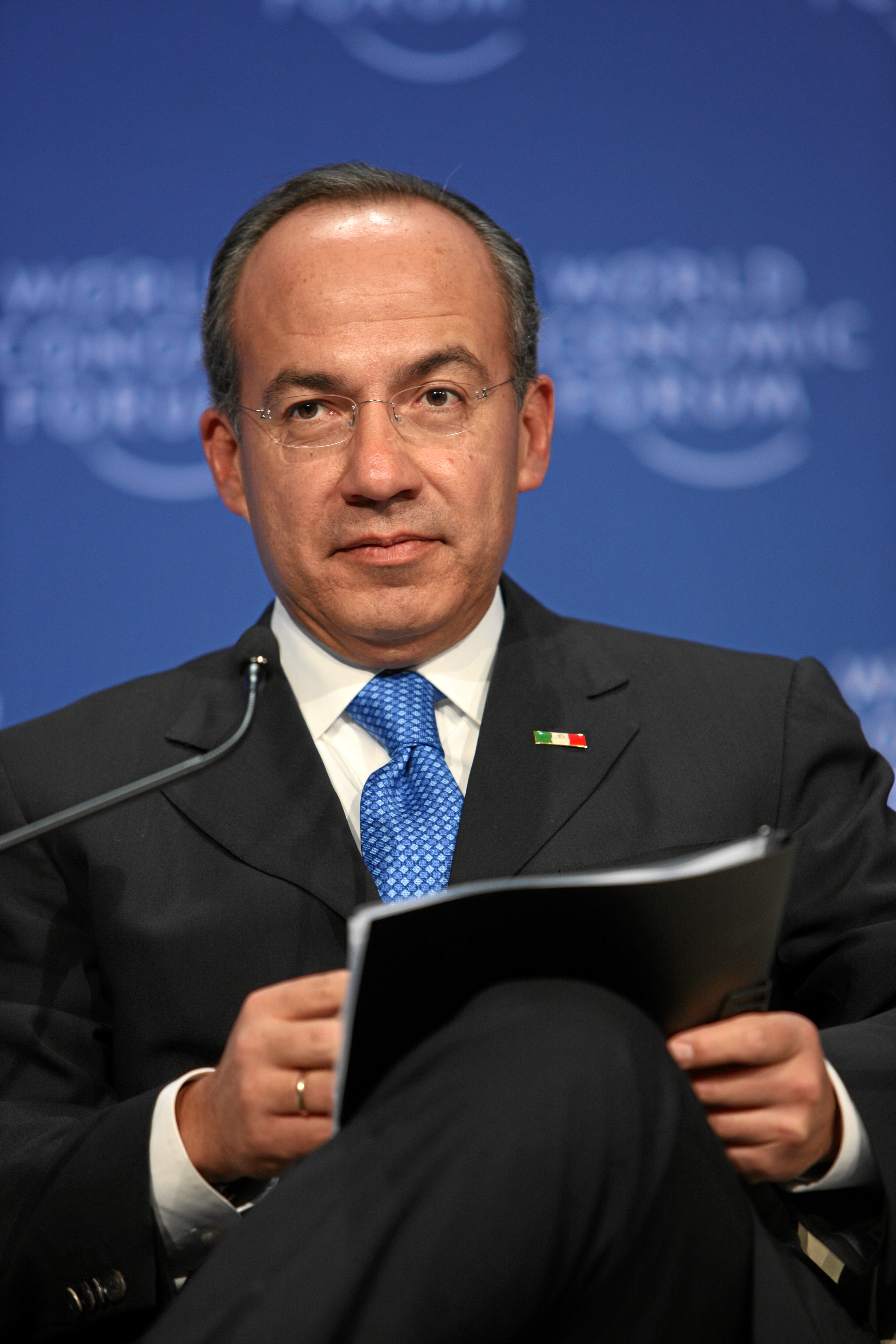
MEX Felipe Calderón, Presidente
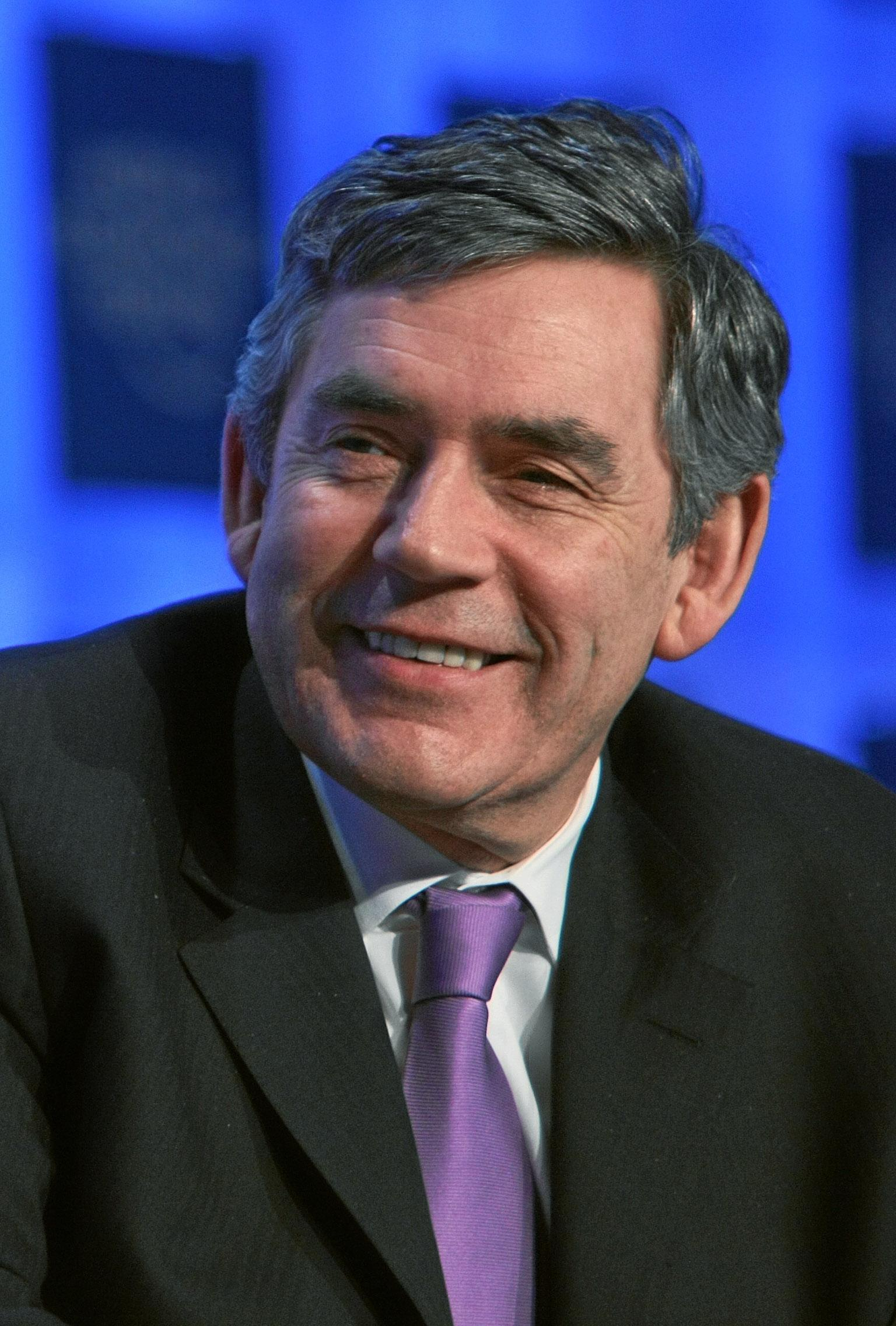
' Gordon Brown, Primeiro-Ministro
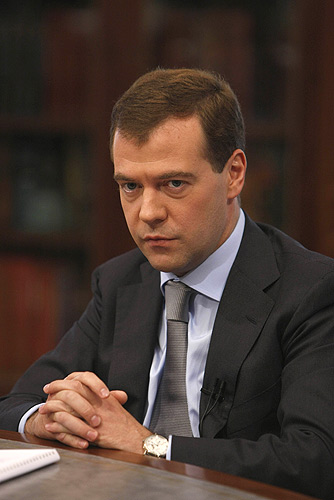
RUS Dmitry Medvedev, Presidente
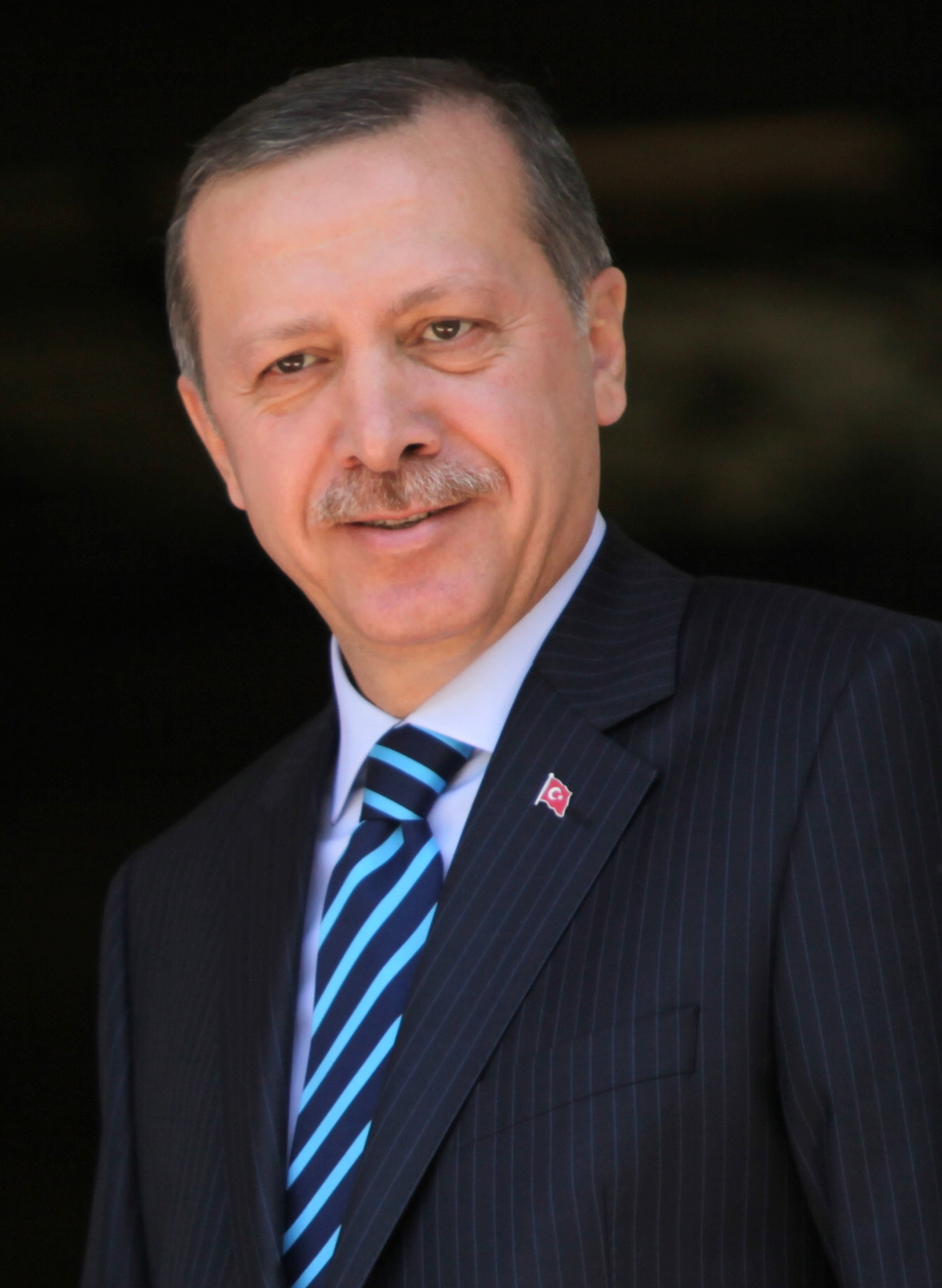
TUR Recep Tayyip Erdoğan, Primeiro-Ministro
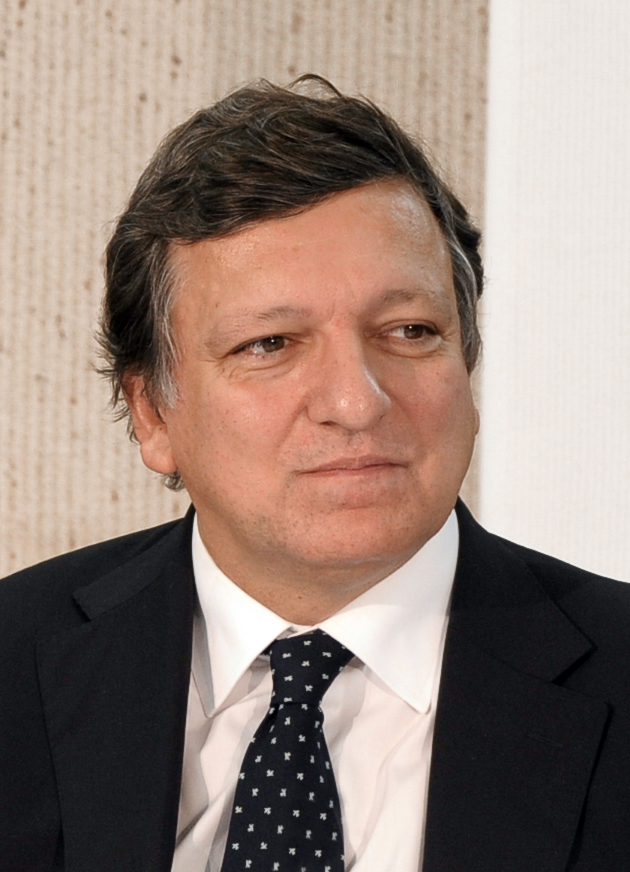
' José Manuel Barroso, Presidente da Comissão Europeia
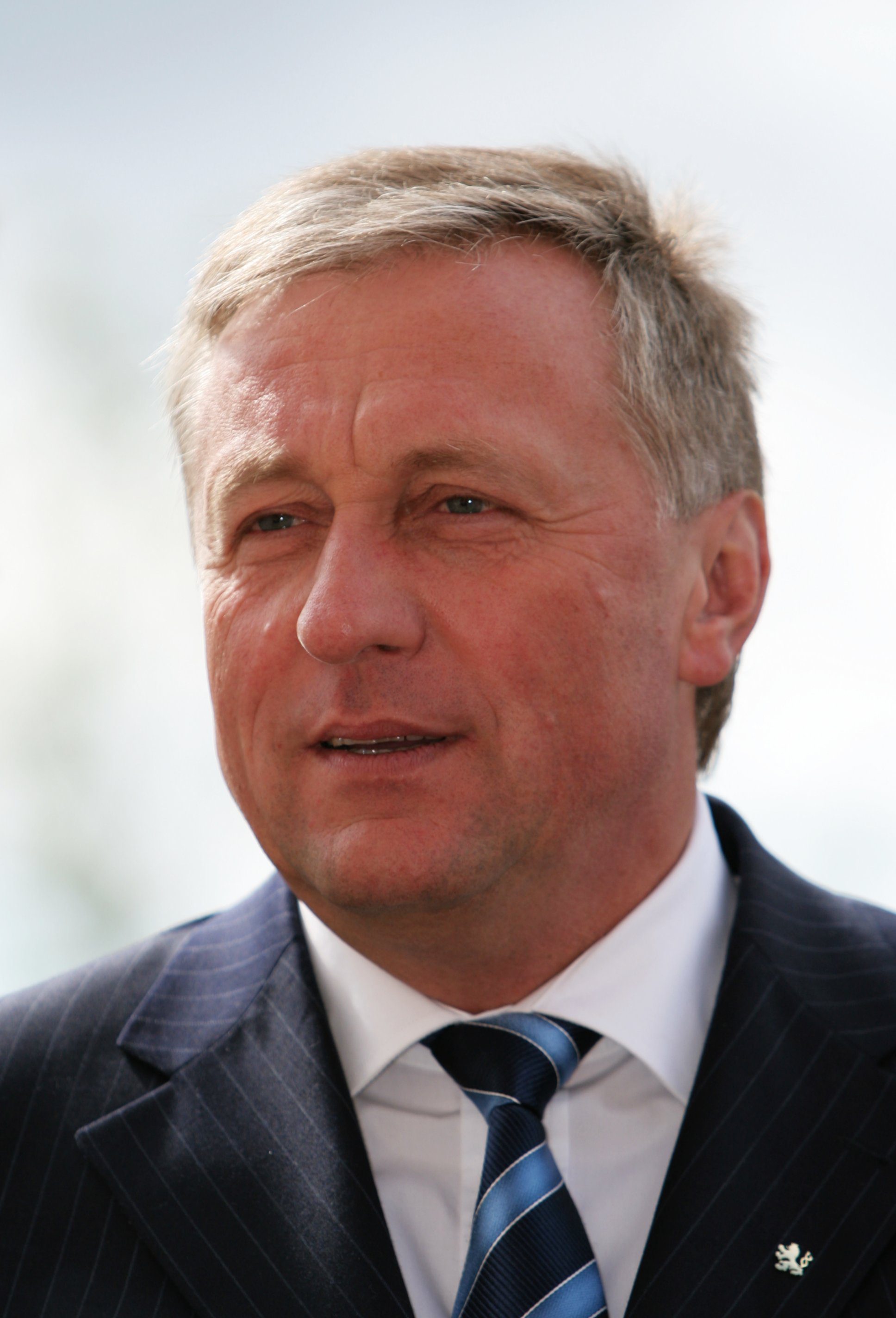
' Mirek Topolánek, Presidente do Conselho Europeu

- África do Sul
Kgalema Motlanthe, Presidente
- Alemanha
Angela Merkel, Chanceler
- Arábia Saudita
Abdullah, Rei
- Argentina 
Cristina Kirchner, Presidente
- Austrália
Kevin Rudd, Primeiro-Ministro
- Brasil
Lula da Silva, Presidente
- Canadá
Stephen Harper, Primeiro-Ministro
- China
Hu Jintao, Presidente
- Coreia do Sul
Lee Myung-bak, Presidente
- Estados Unidos
Barack Obama, Presidente
- França
Nicolas Sarkozy, Presidente
- Índia
Manmohan Singh, Primeiro-Ministro
- Indonésia
Susilo Bambang Yudhoyono, Presidente
- Itália
Silvio Berlusconi, Primeiro-Ministro
- Japão
Tarō Asō, Primeiro-Ministro
- México
Felipe Calderón, Presidente
- Reino Unido
Gordon Brown, Primeiro-Ministro
- Rússia
Dmitry Medvedev, Presidente
- Turquia
Recep Tayyip Erdoğan, Primeiro-Ministro
- União Europeia
José Manuel Barroso, Presidente da Comissão Europeia
- União Europeia
Mirek Topolánek, Presidente do Conselho Europeu

### Convidados

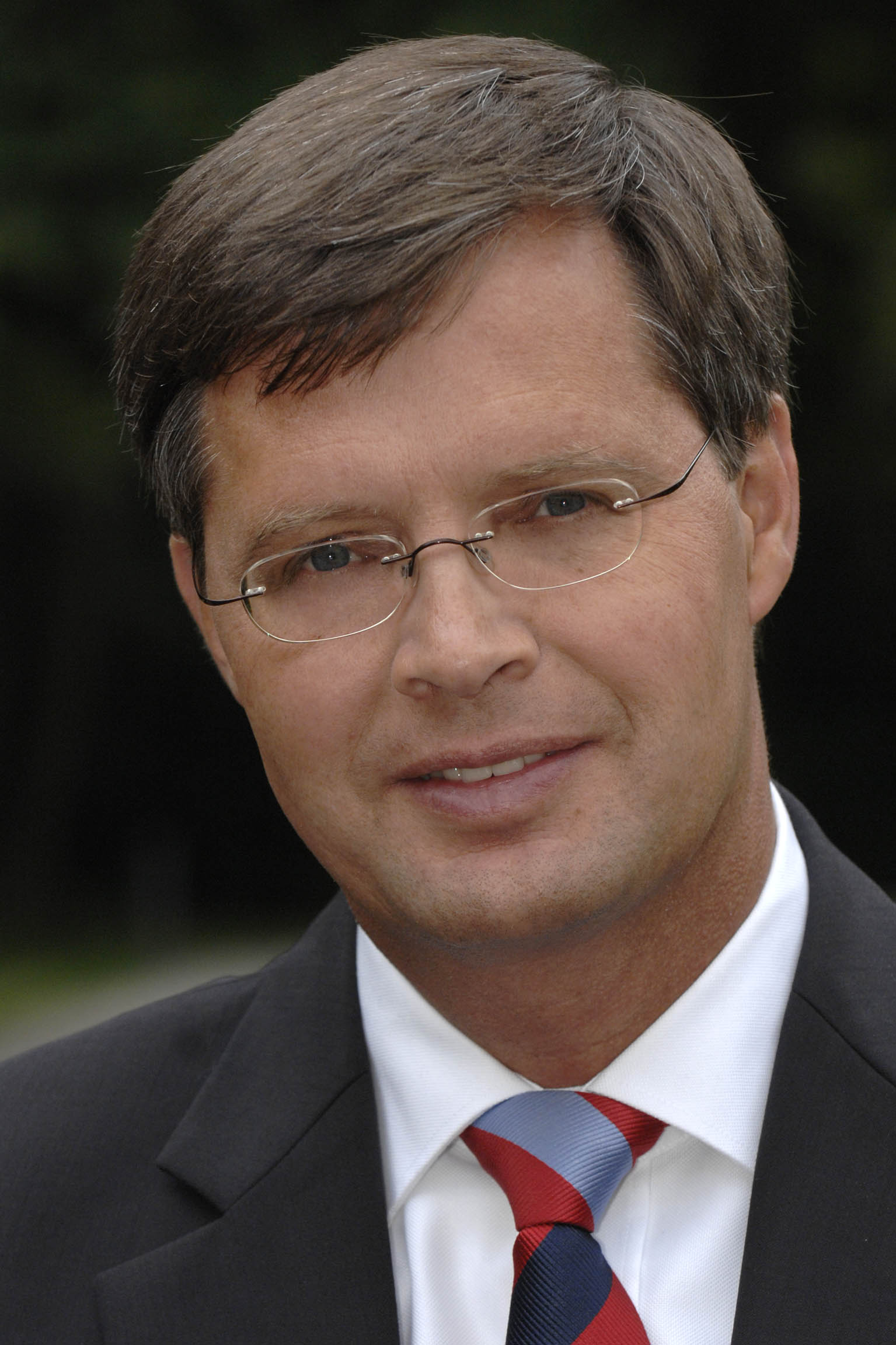
Países Baixos Jan Peter Balkenende, Primeiro-ministro
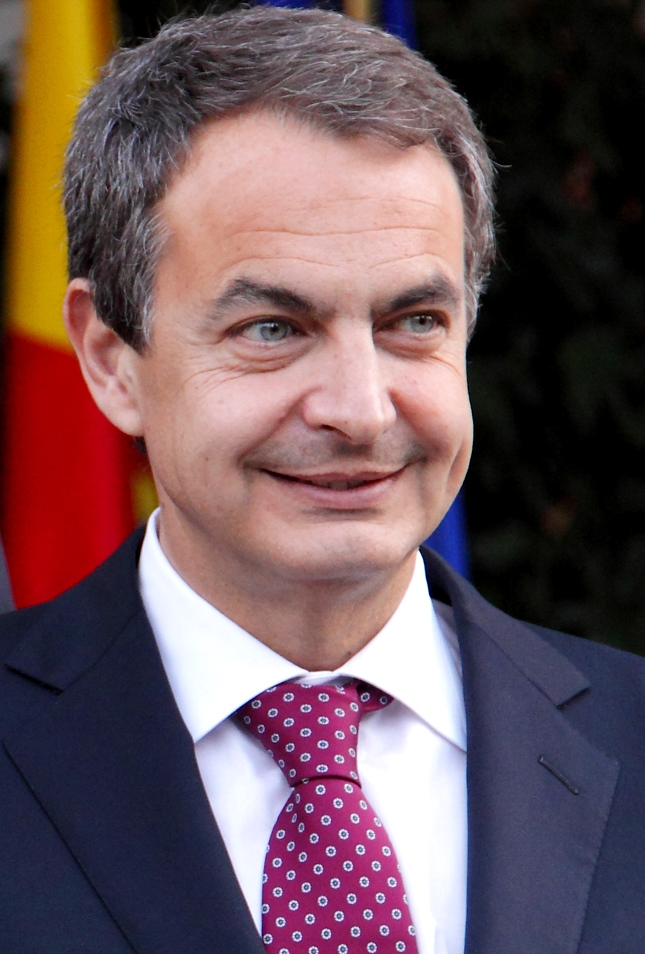
Espanha José Luis Rodríguez Zapatero, Primeiro-ministro
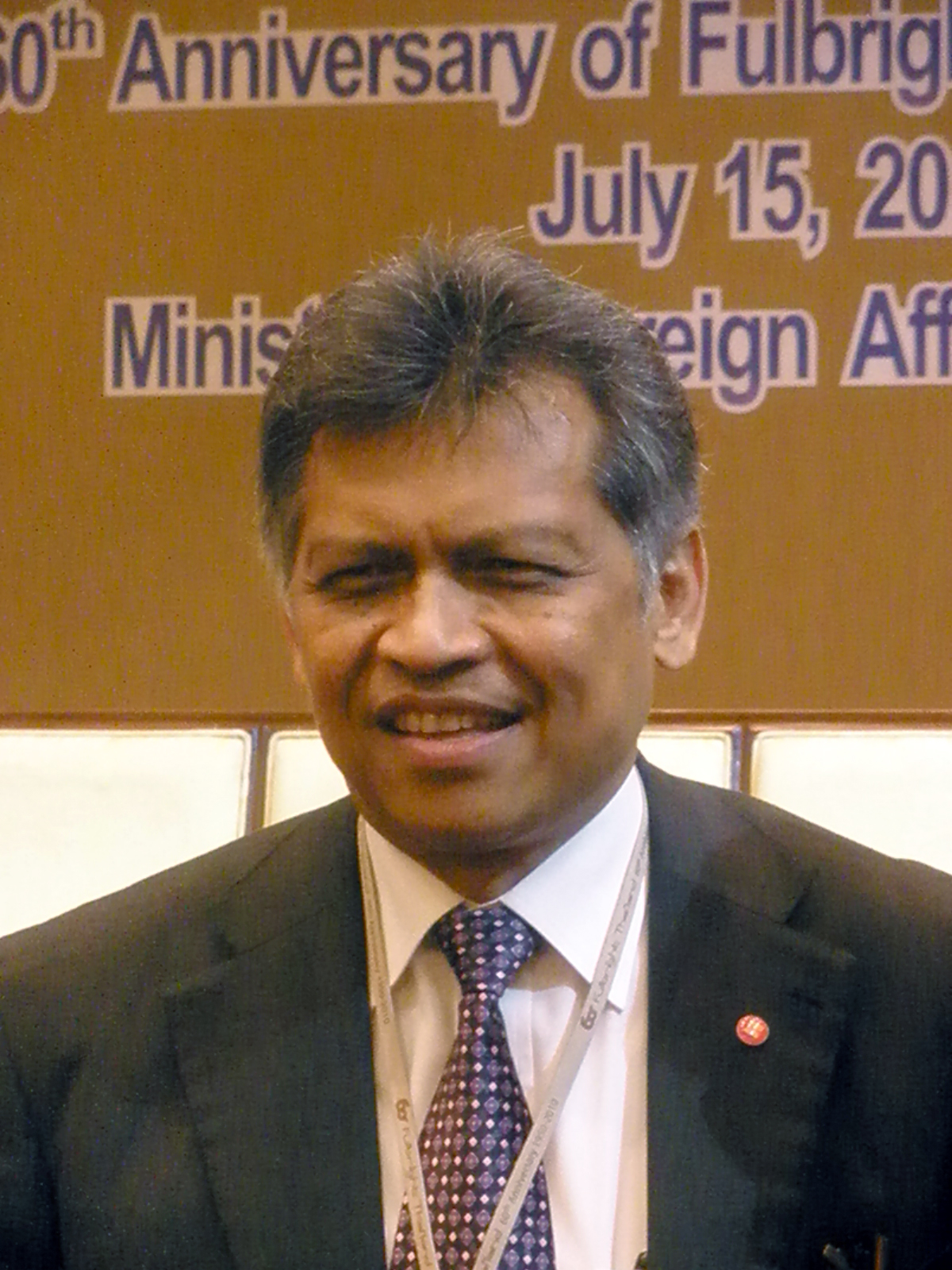
ASEAN Surin Pitsuwan, Secretário-geral
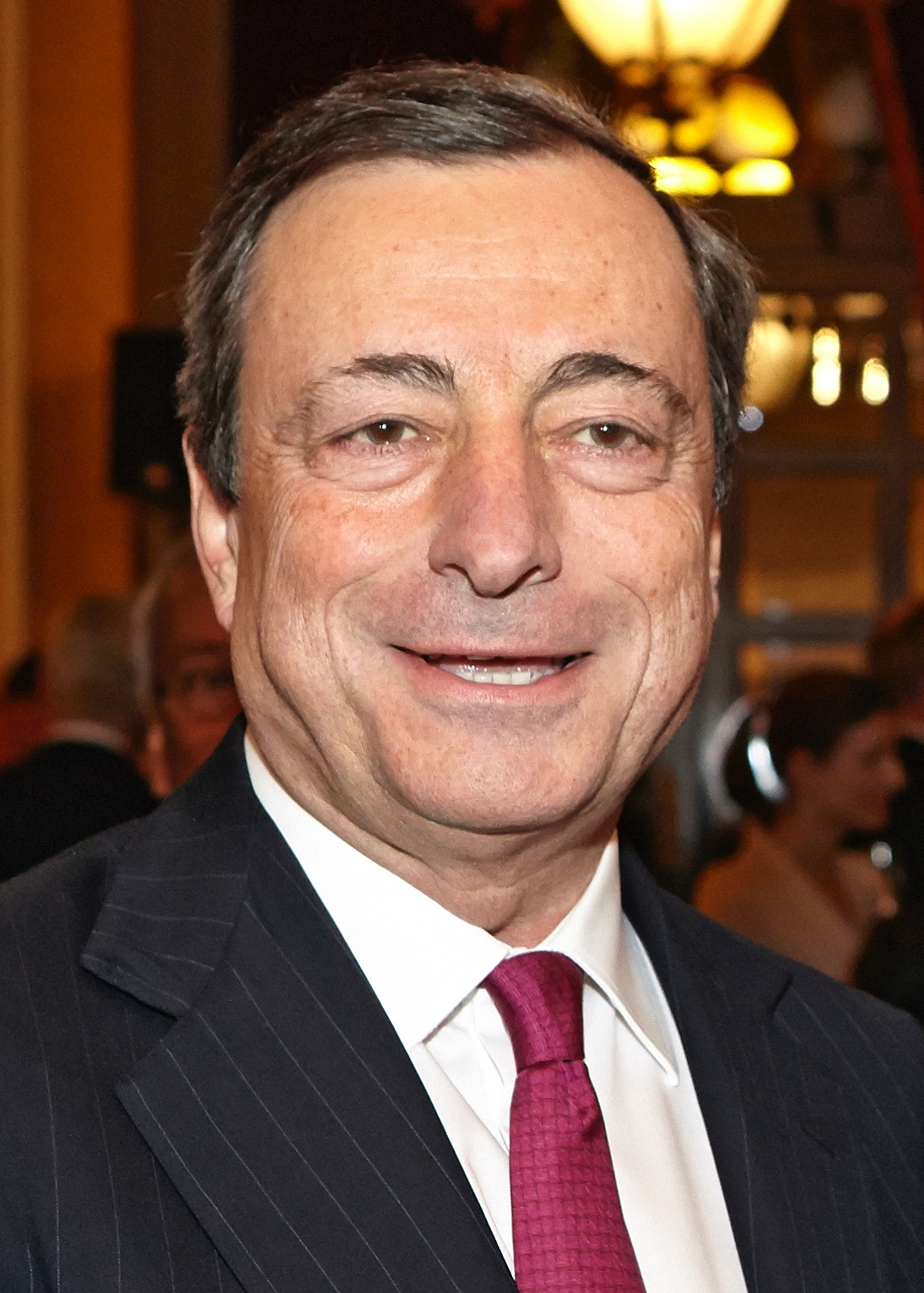
FEF Mario Draghi, Presidente
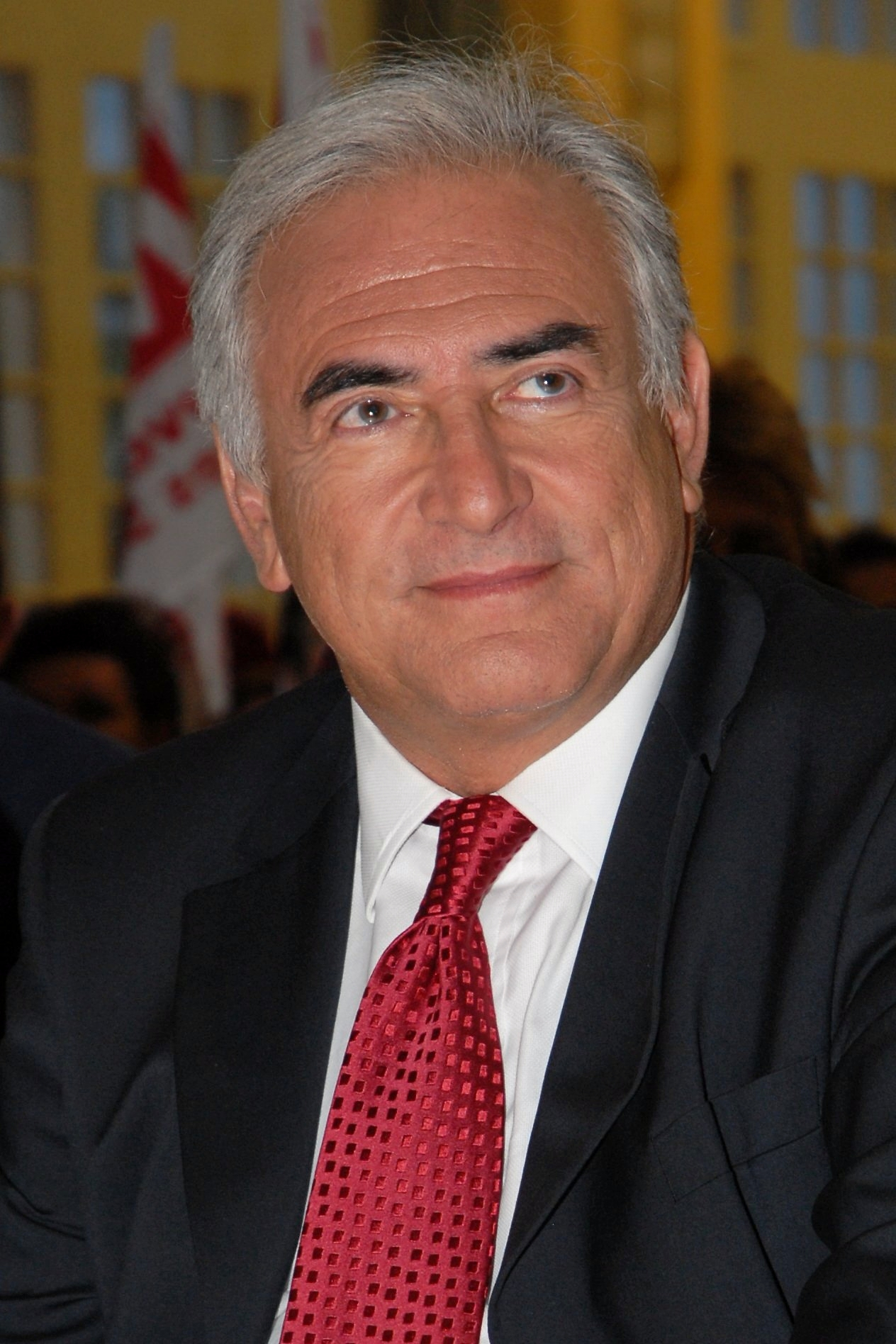
FMI Dominique Strauss-Kahn, Diretor-geral
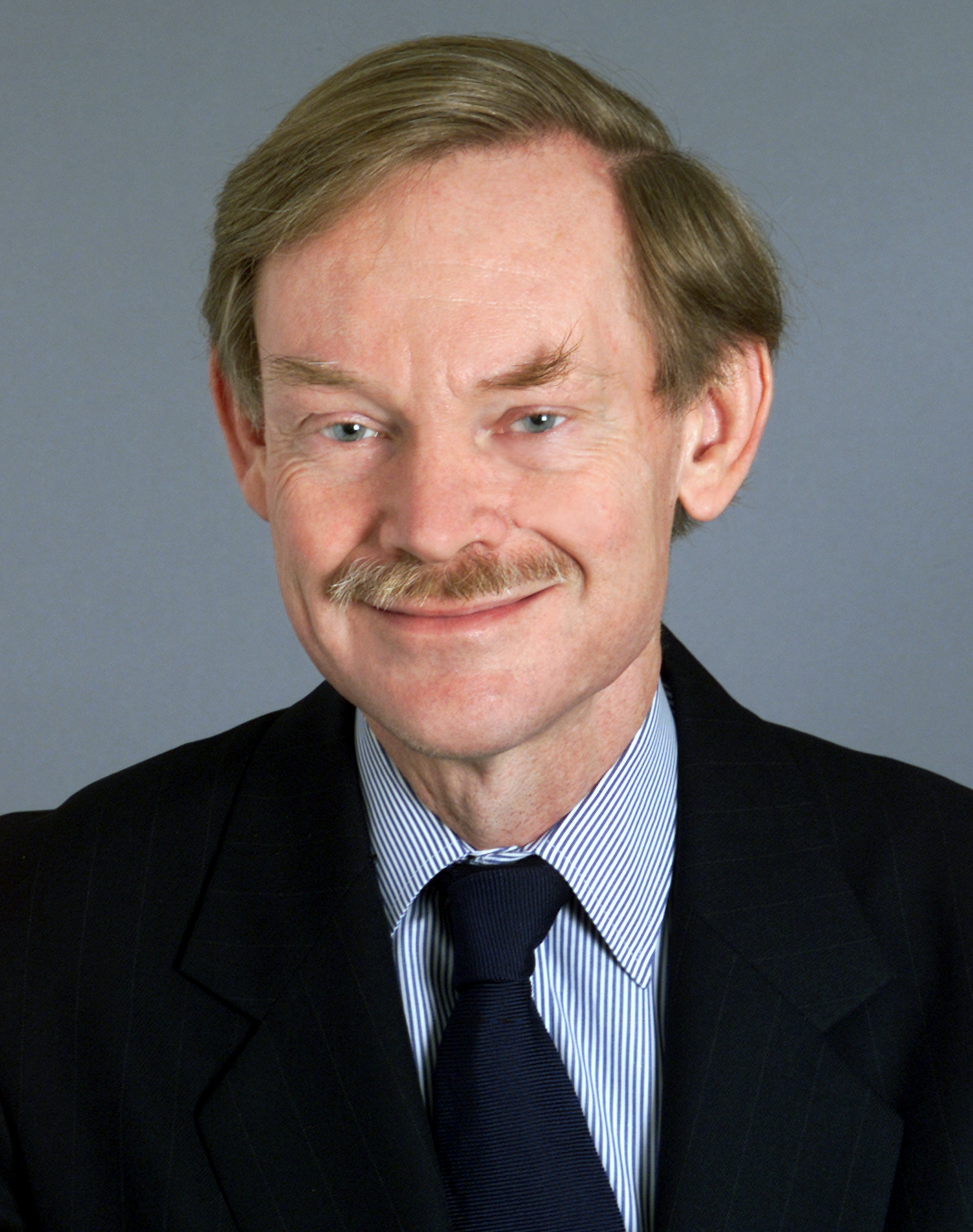
Banco Mundial Robert Zoellick, Presidente
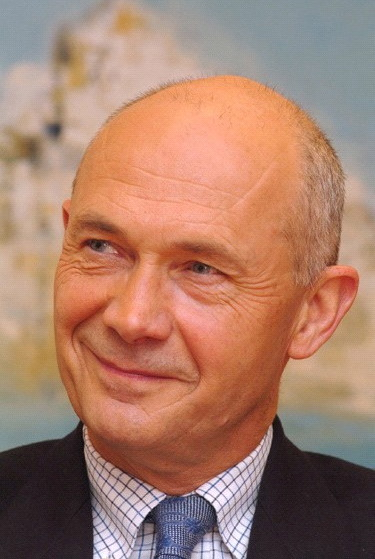
Organização Mundial do Comércio Pascal Lamy, Diretor-geral
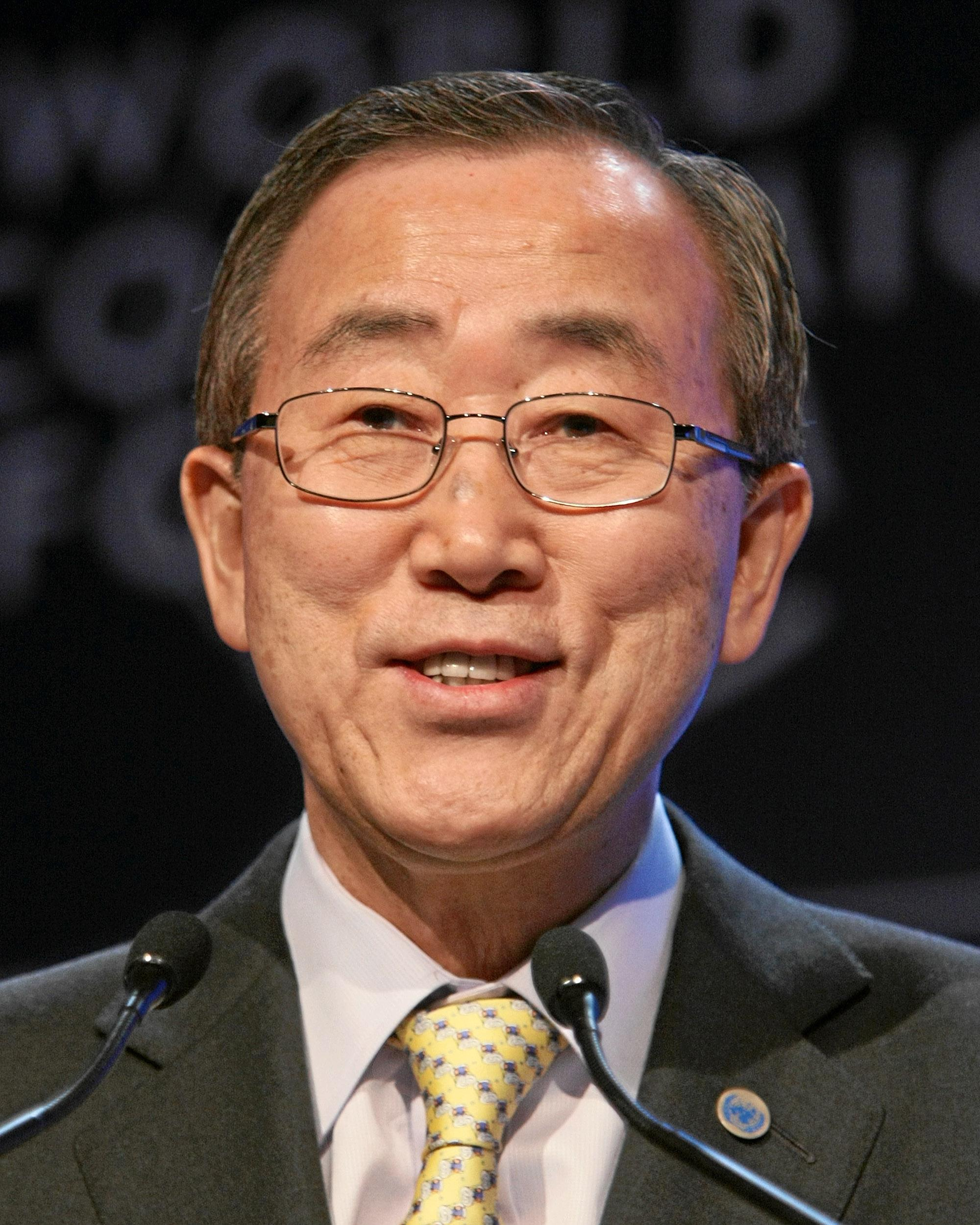
Nações Unidas Ban Ki-moon, Secretário-geral

## Segurança
A operação de segurança, denominada Operação Glencoe, foi chefiada pelo Comandante Bob Broadhurst e custou cerca de 7 milhões de euros. Seis forças policiais cooperaram na operação: a Polícia Metropolitana, a Polícia da Cidade de Londres, a British Transport Police e as forças policiais locais de Sussex, Essex e Bedfordshire. Também receberam apoio de algumas unidades do Ministério da Defesa. O evento gerou a maior operação policial da história do país.
Em junho de 2013, o jornal britânico The Guardian revelou que a agência de inteligência GCHQ havia espionado as delegações estrangeiras presentes na reunião de cúpula, através de conversas telefônicas, e-mails e monitoramento de computadores pessoais.

## Protestos

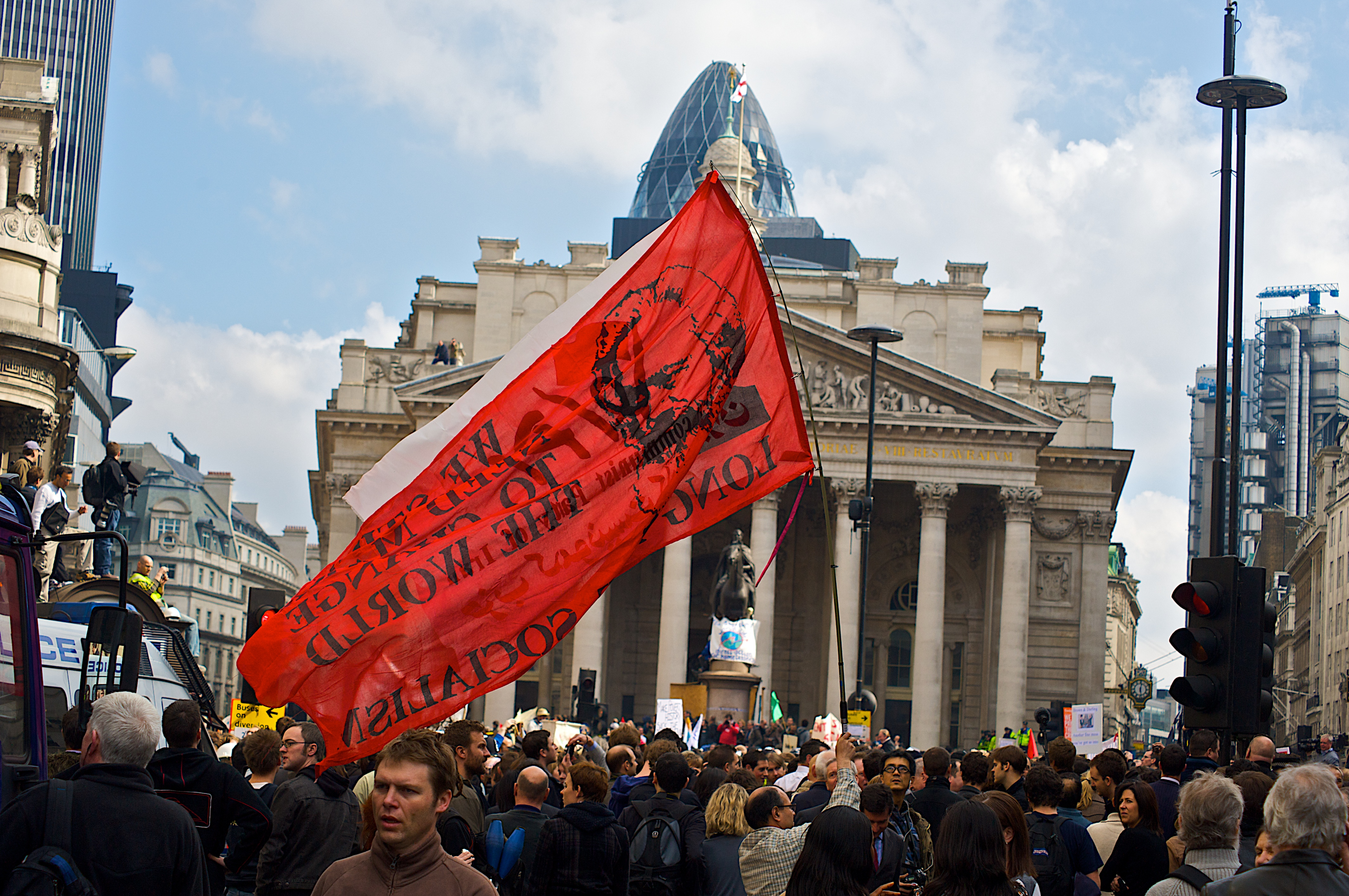
Protestos contra o G20 em frente à sede do Banco da Inglaterra, em abril de 2009.

A cimeira tornou-se motivo principal de uma série de manifestações públicas nas ruas de Londres. Os maiores grupos de manifestantes protestavam contra a política econômica de alguns países presentes na cimeira, além do sistema financeira mundial e os gastos militares empreendidos em décadas de guerra ao terrorismo. Alguns outros grupos também protestavam acerca das mudanças climáticas. Apesar da maioria dos protestos serem pacíficos, alguns focos de violência e vandalismo foram reprimidos pelas forças policiais.
Em um dos protestos, um vendedor de jornais chamado Ian Tomlinson morreu em meio à confusão com policiais nas proximidades do Banco da Inglaterra. Inicialmente, as autoridades da Cidade de Londres negaram que a morte tinha qualquer envolvimento com a polícia. Porém, vídeos, fotografias e relatos de testemunhas oculares circularam pela imprensa. Diante das novas evidências, a Comissão Independente de Polícia confirmou que Tomlinson havia sido abruptamente puxado por policiais minutos antes de sofrer a parada cardíaca. Outras alegações levaram as autoridades a iniciarem um processo de autópsia, que revelou a causa da morte como aterosclerose coronária.